# Fjällklockmossa
Fjällklockmossa (Encalypta alpina) är en bladmossart som beskrevs av Smith 1805. Fjällklockmossa ingår i släktet klockmossor, och familjen Encalyptaceae. Enligt den finländska rödlistan är arten nära hotad i Finland. Arten är reproducerande i Sverige. Artens livsmiljö är kalkstensklippor och kalkbrott. Inga underarter finns listade i Catalogue of Life.

## Bildgalleri

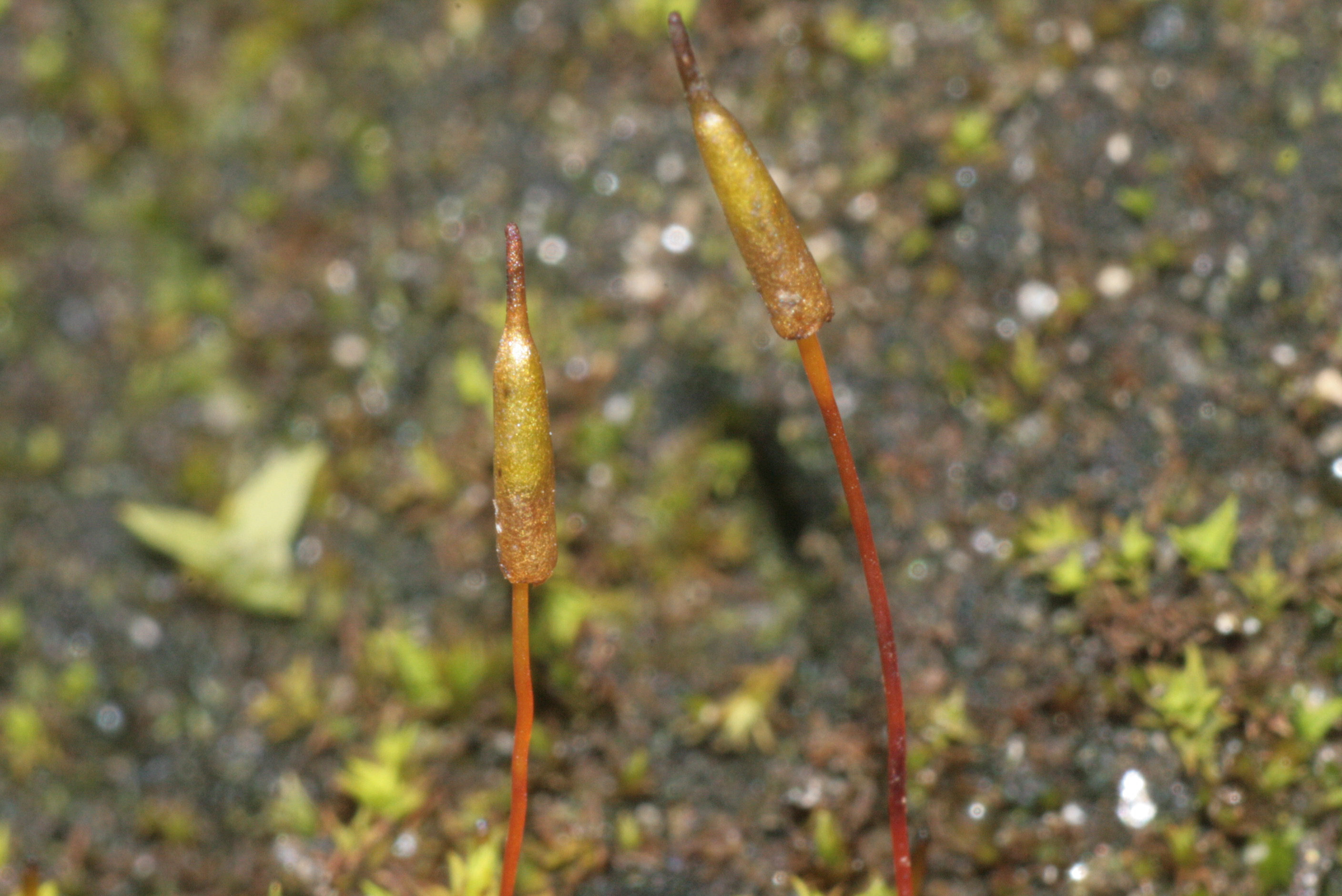
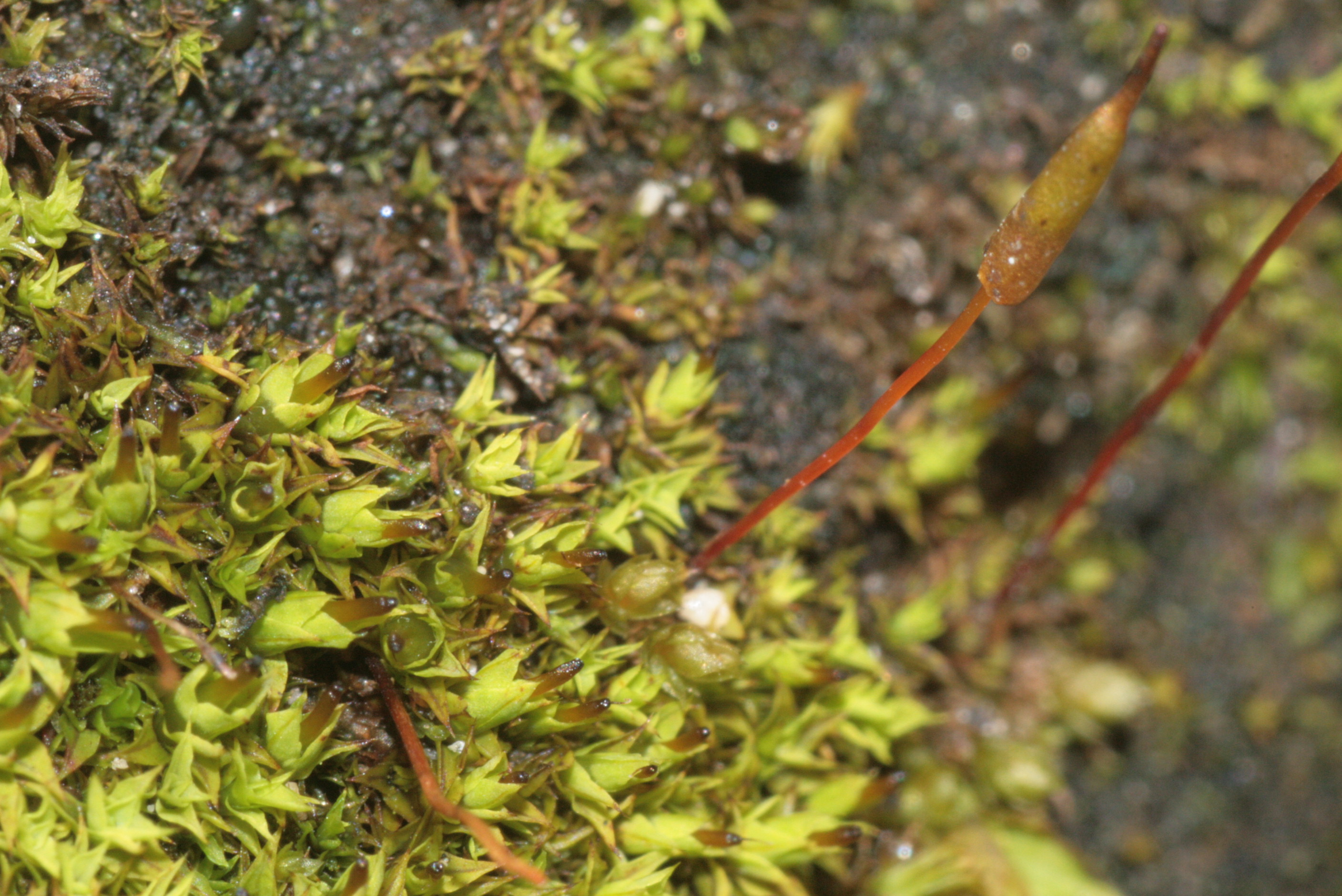
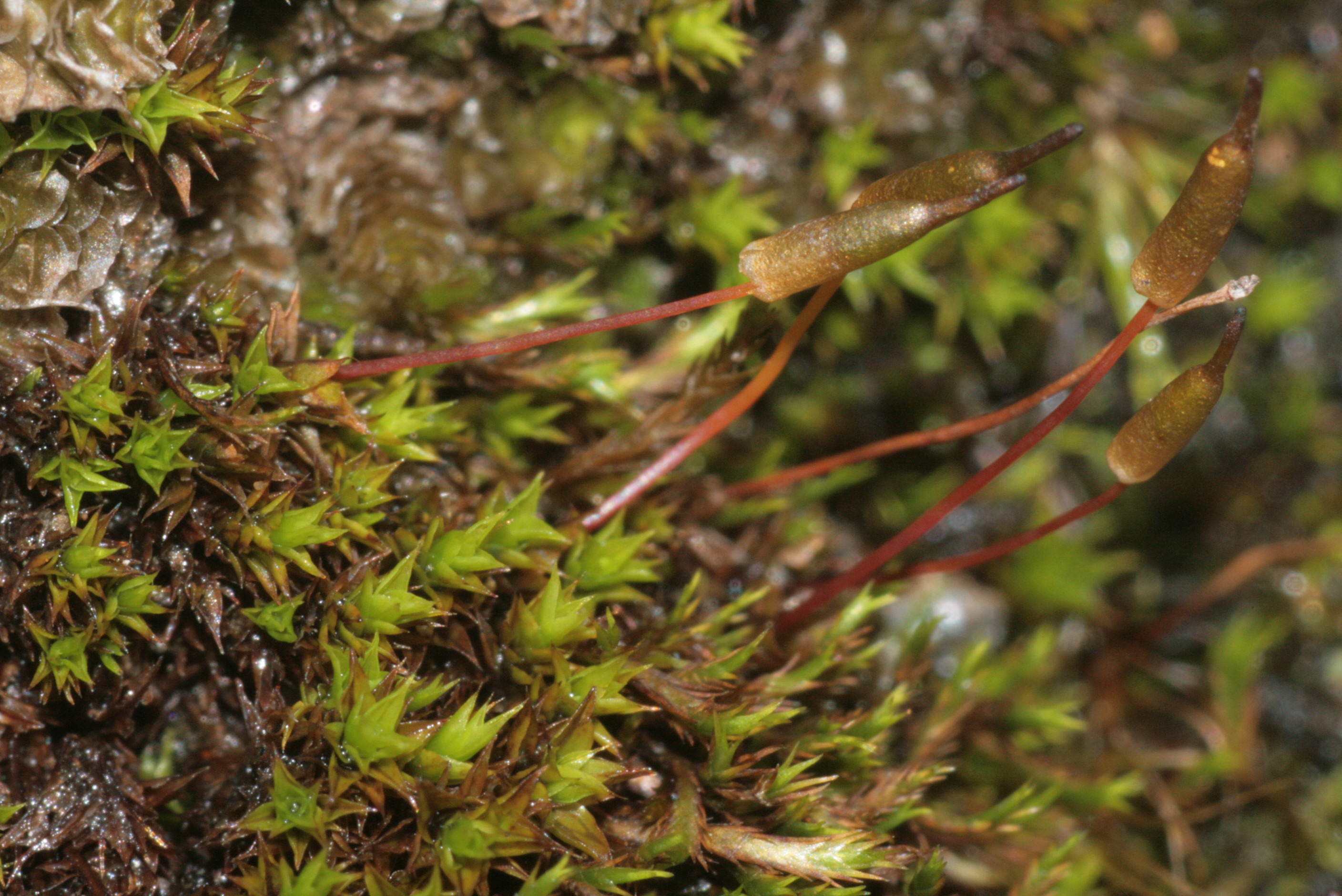
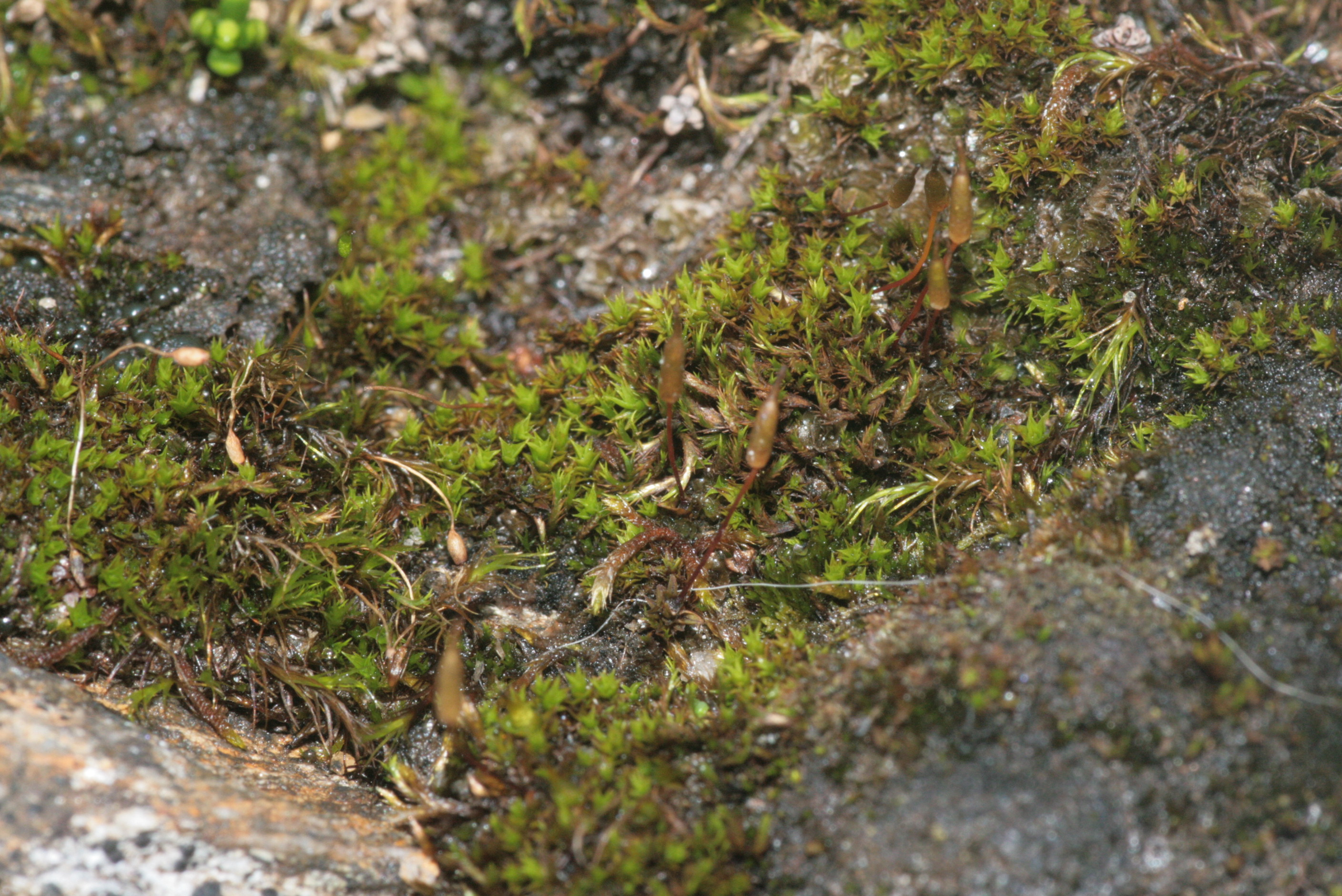